# Спутник-9
Спутник 9 (още „Кораб-спътник 4“, Восток-3КА № 1) е съветски изкуствен спътник част от програма Спутник и четвърти тестов полет за космическия кораб Восток, който ще бъде използван за първия пилотиран полет.

## Екипаж
На борда на кораба се намирали:
- кучето Чернушка;
- няколко мишки;
- морски свинчета;
- манекен (наречен „Иван Иванович“).

## Полет
Корабът стартира в 06:29:00 UTC на 9 март 1961 г. с помощта на ракета-носител Восток-K от площадка 1 на космодрума Байконур и излиза успешно на ниска околоземна орбита. Предвидено е космическия апарат да направи само една обиколка около Земята, така че той се подготвя за спускане малко след излизането си в космоса при първото си преминаване над Съветския съюз. Приземява се в 08:09:54 UTC напълно успешно. По време на спускането, манекенът е катапултиран от космическия кораб, съгласно плана за полета, и отделно се спуска със собствен парашут.